# Kößnach (Kirchroth)

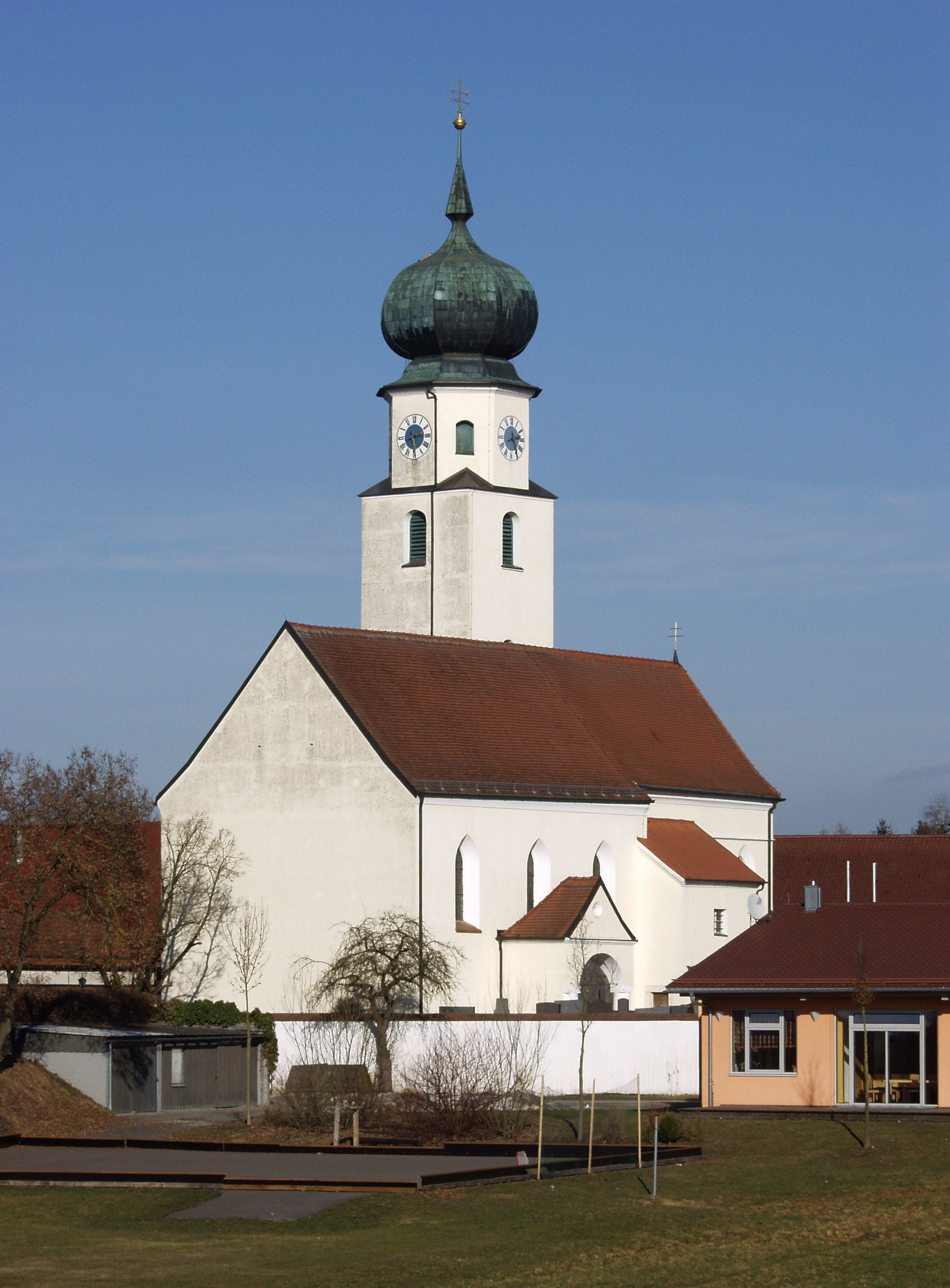
Wallfahrtskirche St. Gangolf

Kößnach ist ein Gemeindeteil von Kirchroth und eine Gemarkung im niederbayerischen Landkreis Straubing-Bogen.

## Lage
Das Kirchdorf Kößnach liegt an dem gleichnamigen Bach Kößnach und nahe einem Altwasser der Donau, der „Öberauer Schleife“. Die Staatsstraße 2125 führt westlich an Kößnach vorbei und ca. 1 km nördlich durch Kirchroth. Nächstgelegene Städte sind Straubing, Bogen und Wörth an der Donau. Kößnach ist an den Donauradweg und den europäischen Radfernweg EuroVelo 6 angeschlossen.
Auf der Gemarkung liegen Bachhof, Kößnach, Neudau und Pichsee.

## Geschichte
Bis 1838 gehörte die Gemeinde zum Landgericht Mitterfels und kam am 1. November 1838 zum Landgericht Straubing, dann zum Bezirksamt Straubing, aus dem der Landkreis Straubing entstand.
Nach dem Zweiten Weltkrieg ordnete die amerikanische Militärregierung die Eingliederung der Gemeinde Kirchroth in die Gemeinde Kößnach zum 1. August 1945 an. Am 1. Januar 1946 wurde die Gemeinde Kirchroth wieder selbständig und Thalstetten, vorher Gemeinde Kößnach, verlieb bei der Gemeinde Kirchroth, wofür sich deren Bewohner auch in einer Abstimmung ausgesprochen hatten.
Mit der Gebietsreform in Bayern wurde die Gemeinde Kößnach aufgelöst und am 1. Mai 1978 in die Gemeinde Kirchroth eingegliedert.
Ortsteile der Gemeinde Kößnach (1970): Bachhof, Kößnach, Neudau, Pichsee und Pittrich.

## Namensschreibweise
Schreibweise bis 1888: Kössnach
Frühere Erwähnung in Urkunden als: Chesna, Chesnach, Chezznach, Chezzinaha, Kezzena, Kesnach.

## Einwohnerentwicklung

### Einwohnerentwicklung der (ehemaligen) Gemeinde Kößnach
| Jahr      | 1840 | 1871 | 1875 | 1885 | 1900 | 1925 | 1950 | 1961 | 1970 | 1987 |
| --------- | ---- | ---- | ---- | ---- | ---- | ---- | ---- | ---- | ---- | ---- |
| Einwohner | 295  | 320  | 318  | 359  | 349  | 397  | 437  | 439  | 466  | 574  |

### Einwohnerentwicklung des Ortsteils Kößnach
| Jahr      | 1838 | 1871 | 1875 | 1885 | 1900 | 1925 | 1950 | 1961 | 1970 | 1987 |
| --------- | ---- | ---- | ---- | ---- | ---- | ---- | ---- | ---- | ---- | ---- |
| Einwohner | 142  | 192  | 198  | 219  | 212  | 231  | 363  | 289  | 320  | 434  |

## Baudenkmäler
Siehe: Liste der Baudenkmäler in Kößnach